# Дискографија Индире Радић
Индира Радић (14. јун 1966, Добој) је српска певачица фолк, турбо-фолк, поп-фолк и поп музике. Током каријере коју је започела 1992. године, снимила је 16 албума. На овој страници је приказана њена комплетна дискографија.
| албум                                                  | година | синглови                                              | хитови |
| ------------------------------------------------------ | ------ | ----------------------------------------------------- | --- |
| Награда и казна                                        | 1992   |                                                       | Дај ми обећање Сузе моје Искрено ми кажи                                                                      |
| Због тебе                                              | 1993   |                                                       | Тужна врбо |
| Угаси ме                                               | 1994   |                                                       | Угаси ме Моја ће те љубав стићи                                                                               |
| Иди из живота мога                                     | 1995   |                                                       | Иди из живота мога Српкиња је мене мајка родила                                                               |
| Круг                                                   | 1996   |                                                       | Круг Да камен заплаче Отиш'о си, остала сам                                                                   |
| Индира Радић и Јужни ветар: Најлепше песме — 1. издање | 1996   |                                                       | |
| Издајник                                               | 1997   |                                                       | Већ дуго не верујем Осветница Гром                                                                            |
| Индира Радић и Јужни ветар: Најлепше песме — 2. издање | 1997   |                                                       | |
| Волиш ли ме ти                                         | 1998   |                                                       | Кафана Волиш ли ме ти Децембар                                                                                |
| Миленијум                                              | 2000   |                                                       | Гледај ме и умри Попиј једну                                                                                  |
| Где ћемо вечерас                                       | 2001   |                                                       | Не боли то Иди љубави                                                                                         |
| Поцрнела бурма                                         | 2002   |                                                       | Лопов Поцрнела бурма                                                                                          |
| Змај                                                   | 2004   |                                                       | Био си ми драг Змај Мој животе да л‘ си жив Нисам сумњала Тетоважа Педесет година Ватромет Зашто тако наопако |
| Љубав кад престане                                     | 2005   |                                                       | Април Хвала што ниси Љубав кад престане Малине                                                                |
| Лепо се проведи                                        | 2007   |                                                       | Имали смо, нисмо знали Не долазиш у обзир Упаљач Лепо се проведи                                              |
| Хероји                                                 | 2008   | Пије ми се, пије                                      | Пије ми се, пије Хајде сестро Ако ме заволиш Хероји                                                           |
| Исток, север, југ и запад                              | 2011   | Пусти ме Живим да живим Прославићу крај Киша          | Марија Живим да живим Има туга име, улицу и број Иде то с годинама Ако умрем сад                              |
| Best Of Indira                                         | 2013   |                                                       | |
| Нико није савршен                                      | 2015   | Какав такав си Много си се променио Нико није савршен | Много си се променио Какав такав си Боли ме то                                                                |

Друге песме
| година | песма | напомена                                                    |
| ------ | --- | ----------------------------------------------------------- |
|        | Мој дилбере Мој голубе Ајде Јано Желела бих да те заборавим Ноћас ми срце пати Срдо моја, не срди се на ме са Милетом Китићем Ђурђевдан са Даром Бубамаром Волела сам, волела Обраше се виногради са Снежаном Ђуришић Ој Зоро, Зорице (Ај, берем грожђе, бирам тамјанику) са Гоцом Божиновском Једини човек био си за ме Бранке Станарчић Ој, ливадо, росна траво Добривоја Топаловића Већ година има Виде Павловић Нећу да мислим на крај и Не, не Шемсе Суљаковић Кад би знао како чезнем Драгане Мирковић Ти мене не волиш Османа Хаџића Пут ме зове Халида Бешлића Све је постало пепео и дим, Еј, отакад сам се родио и Судбина ме на пут шаље Синана Сакића Чаша љубави Милета Китића Додир неба Недељка Бајића Баје | за музичке програме                                         |
| 1996   | Дејо, Дејане | дует са Меденим месецом и Сузаном Јовановић                 |
| 2003   | Ја још увек тебе волим | дует са Станком Недељковићем — Бађијем                      |
| 2003   | Лепа је к'о вила | Индира Радић и Гордан Крајишник ()                          |
| 2009   | Можда баш ти | дует са Иваном Плавшићем за кампању емисије „Пут хуманизма” |
| 2011   | Једном се само живи | летњи сингл                                                 |
| 2012   | | летњи сингл                                                 |
| 2012   | Краљ и Барби | гошћа у песми Гаги бенда                                    |
| 2013   | Пожелела | сингл (17. мај)                                             |
| 2013   | Нова крв | сингл (18. октобар)                                         |
| 2013   | Лош си рођен | сингл (21. октобар)                                         |
| 2014   | Само туга осталa | дует са Пеђом Меденицом                                     |
| 2014   | Рехабилитација | сингл (5. децембар)                                         |
| 2017   | Живим сад | летњи сингл (20. април)                                     |
| 2017   | Немам ја разлога | сингл (26. септембар)                                       |

### ДВД издања
- Индира УЖИВО (1997)
- Индира Unplugged (2004)
- Солистички концерт у Београду (2004)
- Лепо се проведи (ДВД) (2007)

#### Спотови
| Спот                      | Година | Режисер                          |
| ------------------------- | ------ | -------------------------------- |
| Искрено ми кажи           | 1992   |                                  |
| Дај ми макар обећање      | 1992   |                                  |
| Због тебе                 | 1993   |                                  |
| Тужна врбо                | 1993   |                                  |
| Угаси ме                  | 1994   |                                  |
| Зашто сам се родила       | 1994   |                                  |
| Моја ће те љубав стићи    | 1994   |                                  |
| Још те памте моје руке    | 1994   |                                  |
| Све да волим она ме учила | 1995   |                                  |
| Круг                      | 1996   |                                  |
| Мој животе да л‘ си жив   | 2003   | CODE                             |
| Тетоважа                  | 2003   | Studio Vista                     |
| Љубав кад престане        | 2005   |                                  |
| Родни крај                | 2005   |                                  |
| Не долазиш у обзир        | 2007   |                                  |
| Можда баш ти              | 2009   |                                  |
| Пије ми се, пије          | 2008   | C4D MUSIC VIDEOS                 |
| Хероји                    | 2008   |                                  |
| Хајде сестро              | 2009   | DM SAT PRODUCTION VIDEO          |
| Исток, север, југ и запад | 2011   |                                  |
| Zodiac                    | 2012   | CODE                             |
| Краљ и Барби              | 2012   |                                  |
| Пожелела                  | 2013   |                                  |
| Лош си рођен              | 2013   | Ivica Stefanovic & Zlatan Baltic |
| Рехабилитација            | 2014   | G.Sljivic                        |
| Какав такав си            | 2015   | IDJVideos                        |
| Много си се променио      | 2015   | IDJVideos                        |
| Нико није савршен         | 2015   | IDJ Videos                       |
| Живим сад                 | 2017   | Nikolai Skerlev                  |
| Немам ја разлога          | 2017   | daVideo                          |
| Последњи уздисај          | 2018   | daVideo                          |
| Није крај                 | 2019   | daVideo                          |
| Тако је суђено            | 2020   | Вук Протић                       |
| Познајеш ме добро         | 2021   | Вук Протић                       |
| Тужна врбо                | 2021   | Вук Протић                       |
| Пожелела                  | 2022   | Вук Протић                       |
| Иди из живота мога        | 2022   | Вук Протић                       |